# Жанаауыл (Тарбагатайский район)
Жанаауыл (каз. Жаңаауыл) — село в Тарбагатайском районе Восточно-Казахстанской области Казахстана. Административный центр Жанааулского сельского округа. Код КАТО — 635839100.

## Население
В 1999 году население села составляло 1554 человека (788 мужчин и 766 женщин). По данным переписи 2009 года, в селе проживало 1017 человек (525 мужчин и 492 женщины).